# Archocamenta pilosa
Archocamenta pilosa är en skalbaggsart som beskrevs av Fahraeus 1857. Archocamenta pilosa ingår i släktet Archocamenta och familjen Melolonthidae. Inga underarter finns listade.